# Comuna Središče ob Dravi
Središče ob Dravi (Občina Središče ob Dravi) este o comună din Slovenia, cu o populație de 2.300 de locuitori (30.06.2007).

## Localități
Godeninci, Grabe, Obrež, Središče ob Dravi, Šalovci